# Lancaran

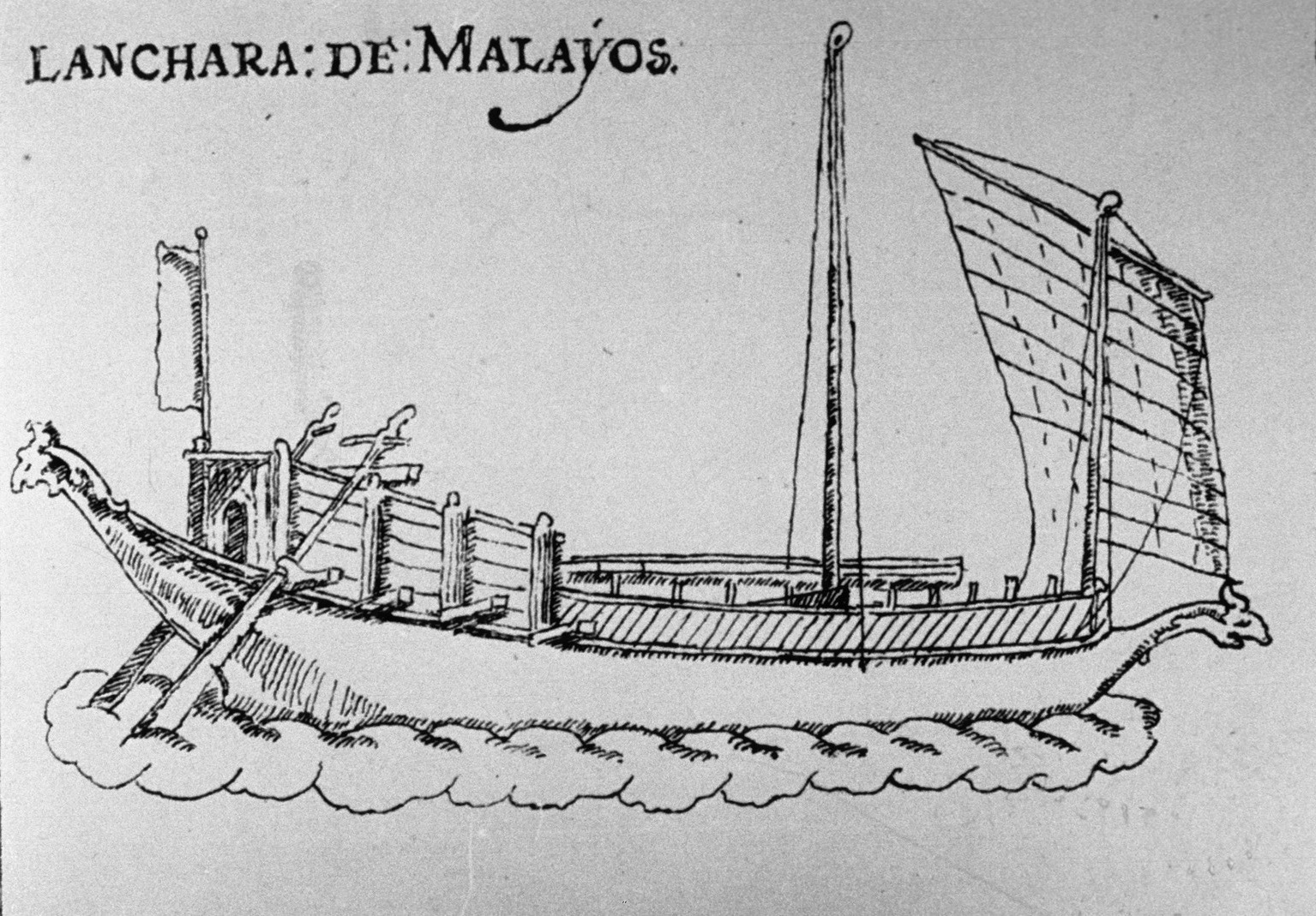
Lancaran malais dessiné par Manuel Godinho de Erédia en 1881.

Un Lancaran est un type de bateau à rames et voile, utilisé principalement en Indonésie et Malaisie à partir du XVe – XVIe siècle.   
Bien que sa forme soit semblable à celle des galères méditerranéennes, le lancaran constituait l’épine dorsale de la flotte asiatique locale avant l’influence européenne.  

## Étymologie
Le terme lancaran est dérivé du mot malais lancar, qui signifie "rapide", "rapide", "non entravé" et "vitesse sans effort". Ainsi, le mot lancaran peut être interprété comme "navire rapide". 

## Description

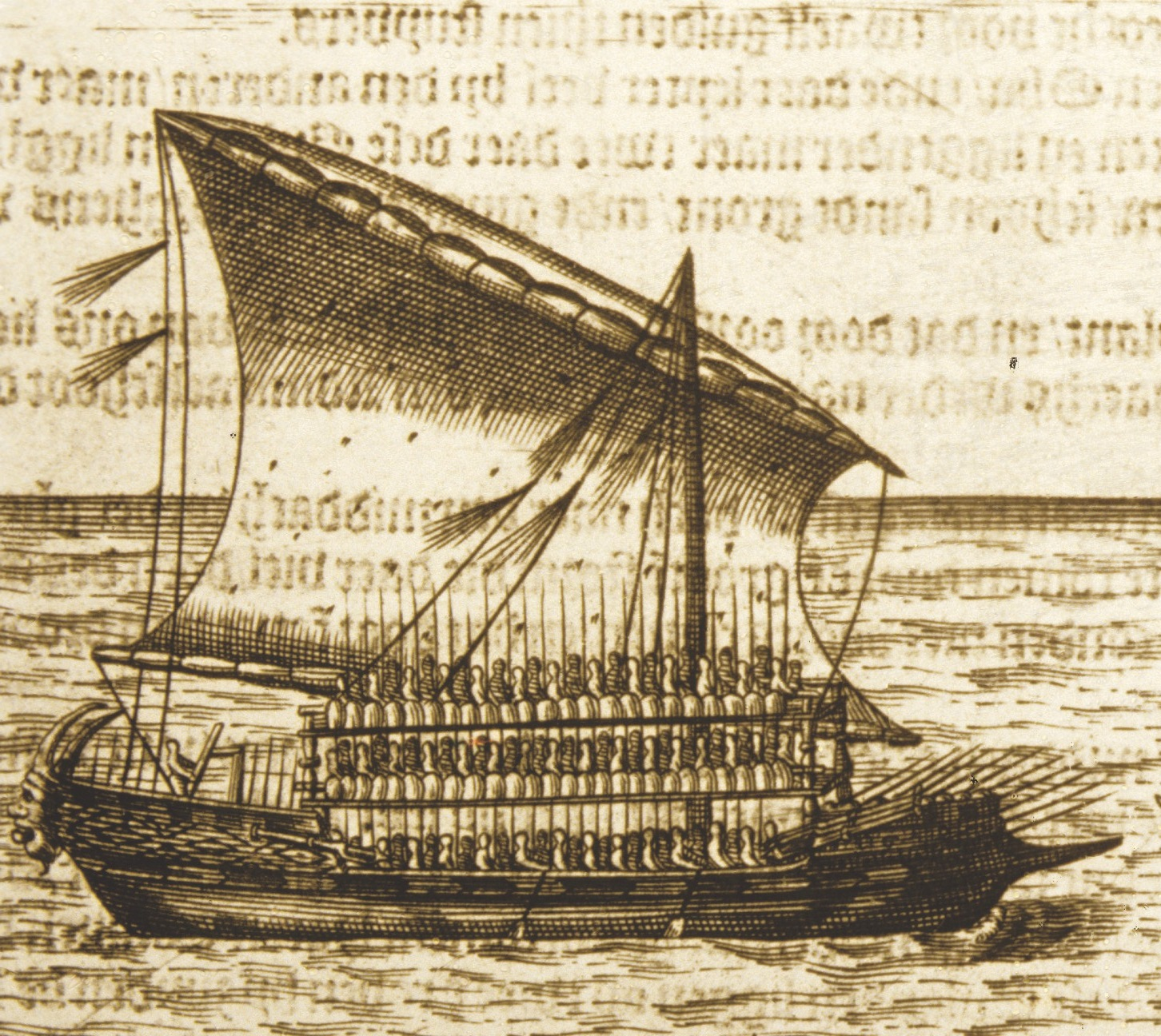
Lancaran à Madura armé de 5 canons (1601).

Un lancaran est type de un navire d'Asie du Sud-Est (principalement indonésien). Il est rapide, propulsé par des rames et voiles, il est équipé deux barres, une de chaque côté de la poupe. Les Lancarans étaient plus grosse que des galères avec toutefois une longueur équivalente. Ils avaient un, deux ou trois mâts avec des voiles de jonque ou des voiles tanjas (voiles austronésiennes rectangulaires inclinées). Les Lancarans avaient un équipage de 150 à 200 membres. Peut être équipé de plusieurs lela (canons moyens équivalents à des couleuvrines) et de canons pivotants de types cétbang et rentaka. L'une des caractéristiques distinctives de la galère est la présence d'une plate-forme de combat surélevée (appelée "balai"), dans laquelle un guerrier se tient généralement debout et effectue des actions d'embarquement. Le lancaran peut transporter 150 tonnes de fret. 

## Historique et usage
Les lancarans ont été utilisés à la fois comme navires de guerre et pour le commerce. Le Royaume de Singapour et Sungai Raya avait chacun une centaine de lancarans à trois mâts. Lors de l'attaque du sultanat de Demak sur le Malacca portugais de 1513, le lancaran servit de transport de troupes armées pour atterrir à côté de penjajap et de kelulus, les jonques javanaises étant trop grandes pour s'approcher du rivage. Le Lancaran était l’autre type de navire recensé par Tome Pires après les jonques et le penjajap à son arrivée dans un port. 
On dit que le lancaran royal de Lingga transporte 200 hommes et a la taille d'une galleasse (une grande galère à voile). Le lancaran de Pasai transporterait 150 hommes et serait sous le commandement du capitaine javanais. Les gros navires avec 300 membres d'équipage auraient été des navires javanais. Dans les années 1520, les plus petits lancariens de Bintan et de Pahang n'étaient armés que d'un seul cétbang, mais ils avaient aussi des flèches, des lances et des espars en bois durci au feu. Le récit de Nicolau Pereira sur le siège de Malacca en 1568 par les Acehnais indique que les bateaux d'Aceh sont généralement des lancarans. Il a deux rangées de rames et sont aussi longues que des galères. 